# Club Atlético Green Cross
Club Atlético Green Cross is een voetbalclub uit Manta, Ecuador, die uitkomt in de op twee na hoogste divisie van het Zuid-Amerikaanse land, de Segunda Categoría. De club werd opgericht op 12 januari 1961 en speelt zijn thuiswedstrijden in het Estadio Jocay. De grootste concurrent van de club is Manta Fútbol Club, dat eveneens afkomstig is uit Manta.

## Erelijst
Nationaal
- Serie B (1)

1991 [A]

## Bekende (oud-)spelers
- Hermen Benítez
- Julio Briones
- Carlos Enriquez
- Ángel Fernández
- Erwin Ramírez